# ۱۷۰۱ (میلادی)
۱۷۰۱ (میلادی) هزار و هفتصد و یکمین سال تقویم میلادی است.

## زادگان
- ۲۷ نوامبر – آندرش سلسیوس، ستاره‌شناس، فیزیک‌دان، و ریاضی‌دان سوئدی (د. ۱۷۴۴)

## درگذشتگان
- ۱۵ مارس – ژان رینیو دو سگره، شاعر فرانسوی (ز. ۱۶۲۴)